# Copa Intercontinental d'hoquei sobre patins masculina 2014
La quinzena edició de la Copa Intercontinental d'hoquei patins masculina ès disputà el dia 10 d'octubre de 2014 al Palau Blaugrana en Barcelona.
En aquesta edició es disputà directament una final a partit únic entre els vencedors d'Europa i de Sud-amèrica. El campió fou el FC Barcelona.
| 10 d'octubre de 2014 (21:00)                                |       |                  |                                                    |
| FC Barcelona                                                | 6-2   | Petroleros YPF   | Palau Blaugrana Àrbitres: J. Pinto i G. Bonuccelli |
| Barroso 17' Gual 19' Álvarez 31', 46' Marín 39' Pascual 49' | [ 1 ] | Baielli 41', 48' | Palau Blaugrana Àrbitres: J. Pinto i G. Bonuccelli |

| Campió FC BARCELONA |